# Стариков, Дмитрий Владимирович
Дмитрий Владимирович Стариков (род. 10 июля 1983) — российский игрок в хоккей с мячом, полузащитник и защитник. Мастер спорта России (2005).

## Карьера

### Клубная
Д. В. Стариков родился в с. Берёзовка (ныне — микрорайон Хабаровска).
Заниматься хоккеем с мячом начал в 1992 году в Хабаровске в ДЮСШ-6, где подготовкой игрока занимался заслуженный тренер РСФСР Юрий Полянский.
В сезоне 1999/2000 был игроком команды «Нефтяник», принимающей участие в первенстве России среди команд первой лиги.
В дальнейшем большая часть игровой карьеры будет связана с двумя клубами: хабаровским «СКА-Нефтяником» и московским «Динамо».
Выступая за «СКА-Нефтяник» с 2000 по 2006 год становится бронзовым призёром чемпионата России сезона 2004/05, обладателем Кубка России (2004).
В 2006 году вместе со своим одноклубником Василием Грановским переходит в московское «Динамо». В первый период выступлений за динамовцев становится чемпионом России (2007, 2008, 2009), победителем Кубка России (2006, 2008), Кубка европейских чемпионов (2006, 2008), Кубка мира (2006, 2007), Кубка чемпионов Эдсбюна (2006, 2008), в сезоне 2006/07 побеждает во всех клубных турнирах сезона, а также в составе сборной России на чемпионате мира 2007 года.
С 2009 по 2011 год в составе кемеровского «Кузбасса».
В сезоне 2011/12 вновь в составе «Динамо», побеждая в чемпионате России и Кубке России.
В 2012 году возвращается в Хабаровск, выступая за «СКА-Нефтяник» до 2015 года.
С 2015 по 2017 год был игроком нижегородского «Старта».
С 2017 по 2020 год вновь в «Динамо», побеждая в сезоне 2019/20 в Кубке России и незавершённом чемпионате России.
В сезоне 2020/21 вновь выступал за «СКА-Нефтяник», в сезоне 2021/22 за ульяновскую «Волгу», завершив игровую карьеру по завершении сезона 2021/22.

### Сборная России
В сборной России с 2005 по 2010 год. В составе команды стал чемпионом мира (2007), дважды серебряным призёром чемпионатов мира (2009, 2010).

### Тренерская деятельность
Перед сезоном 2022/23 был назначен на должность администратора команды «СКА-Нефтяник».
С июня 2023 года и до окончания сезона 2024/25 — в тренерском штабе «СКА-Нефтяника».
В июне 2025 года вошёл в тренерский штаб второй команды «СКА-Нефтяника».

## Достижения
«СКА-Нефтяник»
 Бронзовый призёр чемпионата России (2): 2004/05, 2020/21 

 Обладатель Кубка России (2): 2003/04, 2014 

 Финалист Кубка России (2): 2002/03, 2020 

 Обладатель Суперкубка России: 2015 

 Финалист Кубка чемпионов Эдсбюна: 2005 

 Серебряный призёр чемпионата России по мини-хоккею: 2001
«Динамо» (Москва)
 Чемпион России (5): 2006/07, 2007/08, 2008/09, 2011/12, 2019/20 

 Серебряный призёр чемпионата России: 2018/19 

 Обладатель Кубка России (4): 2006, 2008, 2011 (осень), 2019 

 Финалист Кубка России: 2018 

 Финалист Суперкубка России (2): 2019, 2020 

 Обладатель Кубка европейских чемпионов (2): 2006, 2008 

 Финалист Кубка европейских чемпионов: 2007 

 Обладатель Кубка мира (2): 2006, 2007 

 Обладатель Кубка чемпионов Эдсбюна (2): 2006, 2008
«Кузбасс»
 Бронзовый призёр чемпионата России: 2009/10
Сборная России
 Чемпион мира: 2007 

 Серебряный призёр чемпионата мира (2): 2009, 2010 

 Победитель Международного турнира на призы Правительства России: 2008 

 Обладатель Суперкубка Европы: 2005 (осень) 

 Бронзовый призёр чемпионата мира среди юниоров: 2002
Личные
- В списке 22-х лучших игроков сезона: 2007

## Статистика выступлений

### Клубная
| Сезон     | Клуб                     | Чемпионат | Чемпионат | Чемпионат | Чемпионат | Чемпионат | Кубок | Кубок | Кубок | Кубок | Кубок |
| Сезон     | Клуб                     | И         | М         | П         | О         | Ш         | И     | М     | П     | О     | Ш     |
| --------- | ------------------------ | --------- | --------- | --------- | --------- | --------- | ----- | ----- | ----- | ----- | ----- |
| 2000/2001 | СКА-Нефтяник (Хабаровск) | 4         | 0         | 0         | 0         | 0         | 3     | 1     | 0     | 1     | ?     |
| 2001/2002 | СКА-Нефтяник (Хабаровск) | 12        | 1         | 0         | 1         | 10        | 5     | 0     | 0     | 0     | ?     |
| 2002/2003 | СКА-Нефтяник (Хабаровск) | 21        | 3         | 0         | 3         | 25        | 10    | 0     | 0     | 0     | 50    |
| 2003/2004 | СКА-Нефтяник (Хабаровск) | 18        | 1         | 1         | 2         | 0         | 10    | 1     | 0     | 1     | 10    |
| 2004/2005 | СКА-Нефтяник (Хабаровск) | 27        | 9         | 4         | 13        | 155       | 8     | 3     | 2     | 5     | ?     |
| 2005/2006 | СКА-Нефтяник (Хабаровск) | 28        | 3         | 3         | 6         | 70        | 6     | 0     | 0     | 0     | 5     |
| 2006/2007 | Динамо (Москва)          | 29        | 4         | 4         | 8         | 85        | 3     | 0     | 0     | 0     | 15    |
| 2007/2008 | Динамо (Москва)          | 27        | 5         | 4         | 9         | 60        | 6     | 1     | 2     | 3     | 0     |
| 2008/2009 | Динамо (Москва)          | 29        | 2         | 4         | 6         | 50        | 8     | 1     | 2     | 3     | 20    |
| 2009/2010 | Кузбасс (Кемерово)       | 35        | 11        | 5         | 16        | 120       | 8     | 4     | 1     | 5     | 15    |
| 2010/2011 | Кузбасс (Кемерово)       | 35        | 7         | 13        | 20        | 70        | 10    | 7     | 2     | 9     | 10    |
| 2011/2012 | Динамо (Москва)          | 26        | 4         | 0         | 4         | 65        | 10    | 2     | 3     | 5     | 10    |
| 2012/2013 | СКА-Нефтяник (Хабаровск) | 29        | 9         | 7         | 16        | 90        | 5     | 1     | 1     | 2     | 0     |
| 2013/2014 | СКА-Нефтяник (Хабаровск) | 30        | 2         | 7         | 9         | 150       | 11    | 1     | 1     | 2     | 32    |
| 2014/2015 | СКА-Нефтяник (Хабаровск) | 27        | 2         | 5         | 7         | 70        | 15    | 0     | 2     | 2     | 26    |
| 2015/2016 | Старт (Нижний Новгород)  | 21        | 2         | 11        | 13        | 105       | 6     | 1     | 3     | 4     | 30    |
| 2016/2017 | Старт (Нижний Новгород)  | 22        | 3         | 2         | 5         | 115+К     | 5     | 2     | 0     | 2     | 30    |
| 2017/2018 | Динамо (Москва)          | 28        | 7         | 4         | 11        | 50        | 5     | 1     | 1     | 2     | 30    |
| 2018/2019 | Динамо (Москва)          | 36        | 3         | 6         | 10        | 90        | 7     | 3     | 2     | 5     | 50    |
| 2019/2020 | Динамо (Москва)          | 29        | 1         | 2         | 3         | 90        | 8     | 2     | 1     | 3     | 0     |
| 2020/2021 | СКА-Нефтяник (Хабаровск) | 19        | 0         | 2         | 2         | 10        | 2     | 1     | 0     | 1     | 10    |
| 2021/2022 | Волга (Ульяновск)        | 25        | 1         | 1         | 2         | 120+К     |       |       |       |       |       |
| Всего     | 22 сезона                | 558       | 80        | 85        | 165       | 1600+2К   | 150   | 31    | 25    | 56    | 353   |

Примечание: Статистика голевых передач ведется с сезона 1999/2000

### Комментарии
1. ↑  Количество игр и голов за клуб(ы) в высшем дивизионе чемпионатов России
2. ↑  Результативные передачи